# Spränggranat
| Spränggranat |
| --- |
| Genomskärning av fransk spränggranat till kanonen Canon de 75 modèle 1897. Del av: brisansgranater Olika brisansgranater, ordning från vänster: - Pansargranat - Halvpansargranat - Spränggranat - Mingranat |

Spränggranat, kort sgr, innan 1937 sprgr (Engelska: high-explosive shell, kort HE shell), är brisansgranater utformade med stor sprängladdning i förhållande till godstjockleken i granatkroppen, mindre än mingranater, men mer än splittergranater, och erhåller därmed både bra tryckverkan (sprängverkan) och splitterverkan. Typen är en av de absolut vanligaste granattyperna inom världens krigsväsen. De används klassiskt till kanoner och haubitser inom fältartilleriet men existerar i modern tid på alla granatplattformar. På vissa granatplattformar som granatkastare är granattypen försedd med vingar och kallas sprängvinggranat.

## Verkan
Spränggranater verkar huvudsakligen genom splitterverkan, men även viss tryckverkan. Detta är mycket passande mot mjuka mål som oskyddat infanteri eller mycket lätt pansrade fordon vilka är några av de huvudmål man tänker sig för spränggranater. Bortom detta är spränggranater bra mot lite vad som då explosionen lätt kan skada betong på bunkrar eller optik och extern utrustning på pansarfordon.
Splitterverkan, likt alla konventionella brisansgranater, åstadkoms genom att detonera en innesluten sprängladdning i granatkroppen som överskrider dess strukturella integritet och söndrar den till splitter som skjuts iväg med dödlig hastighet i en radie som överskrider detonationens dito. Ju högre strukturell integritet (tjocklek, hårdhet) på godset i granatkroppen, ju högre tryckverkan går åt att söndra det, varav förhållandet mellan strukturell integritet och tryckverkan kan skiftas för att låta viss tryckverkan bli över från brisaden och del av den totala vapenverkan, vilket är önskvärt hos sprängammunition. Tjockare granatväggar ger mer splitter och ökad splitterverkan, medan tunnare väggar ger större sprängladdning och ökad tryckverkan, och vice versa.
För att få mer specialiserad verkan kan man aptera spränggranater med olika typer av tändrör som ger olika typer av brisad. Några vanliga exempel är: ögonblicksbrisad (ögonblickligt rör), som innebär brisad direkt vid anslag, fördröjningsbrisad (tidrör), som innebär att granaten exploderar efter några millisekunders fördröjning vilket gör att den hinner tränga sig in i mål eller igenom skydd, luftbrisad (zonrör), som innebär brisad på ett visst avstånd från marken som gör att den kan skada mål bakom skydd. Motsvarande briseringsvarianter förekommer även för andra granater och briserande projektiler som flygbomber.

## Utformning

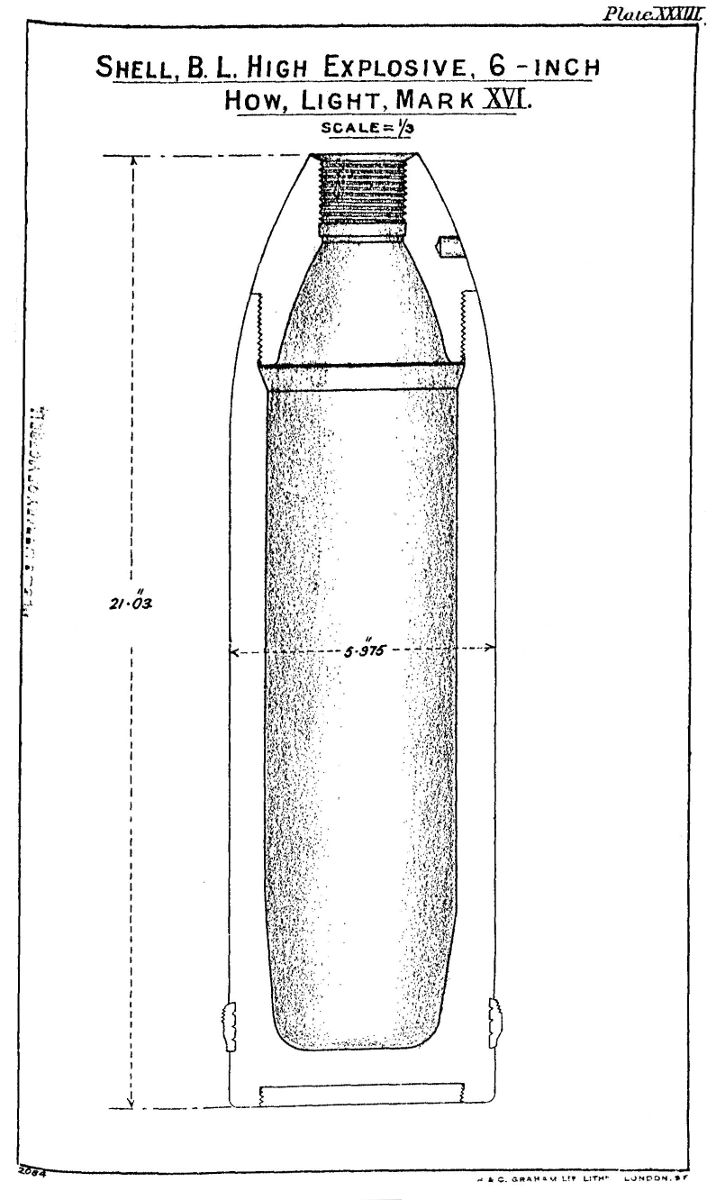
En spränggranat i genomskärning.

Granatkroppen utformas med relativt tunn granathylsa, med andra ord höljet (ej att förväxla med patronhylsa eller laddningshylsa). Väggarna på granathylsan tar ofta up en tredjedel av granatkroppens totala diameter. Som jämförelse är detta tunnare än en pansargranat men tjockare än en mingranat. Detta tillåter relativt stor sprängladdning vilket ger bra tryckvågsverkan men skapar samtidigt mycket splitter. Sprängladdningen består normalt av trotyl men det finns flera alternativa sprängmedel som har historiskt använts. Högexplosiv brisant laddning används för brisad, medan långsammare sprängämnen ger krevad. I spetsen av granaten sitter oftast tändröret. Resterande komponenter är drivgördeln som består av en eller flera ringar av koppar som sitter runt granatkroppens liv.
Tillverkning går till genom att granathylsan formas genom gjutning och sedan urborrning. Därefter svarvas hylsan till rätt mått. Den tillverkas normalt av automatstål, eller annat stål med god spånbarhet, för att ge jämn splitterverkan. Sprängladdningen gjuts på plats i granaten. Normalt utgör sprängladdningen mellan 10 och 15% av granatens vikt.

## Historia
De historiskt första moderna spränggranaterna dök upp vid 1900-talets början i och med att bearbetningsmetoderna för stål förbättrades och att trotyl och pikrinsyra ersatte svartkrut i militära sprängladdningar. De kom att brukas effektivt under krigsåren fram till idag.